# Tepeyahualco (Puebla)
Tepeyahualco es una localidad del estado mexicano de Puebla. Es cabecera del municipio de Tepeyahualco.

## Demografía
| Gráfica de evolución demográfica |
|                                  |

| Censo | Población |
| ----- | --------- |
| 1900  | 1094      |
| 1910  | 1012      |
| 1921  | 1053      |
| 1930  | 989       |
| 1940  | 1101      |
| 1950  | 1185      |
| 1960  | 1173      |
| 1970  | 1206      |
| 1980  | 1655      |
| 1990  | 1485      |
| 1995  | 1537      |
| 2000  | 1493      |
| 2005  | 1413      |
| 2010  | 1406      |
| 2020  | 1563      |